# 人民称号
人民称号（じんみんしょうごう）とは、旧ソ連、北朝鮮などが各分野で活躍した人民に授与する栄誉称号で、人民と冠した称号の総称である。英雄称号同様、功績等に対し付与される。特に北朝鮮では人民称号に準ずるものとして功勲称号がある。
- 芸術家の人民称号については、人民芸術家を参照。
- 作家の人民称号については、人民作家を参照。
- 俳優の人民称号については人民俳優を参照。
- スポーツ選手の人民称号については人民体育人を参照。